# Rineloricaria teffeana
Rineloricaria teffeana — вид риб з роду Rineloricaria родини Лорікарієві ряду сомоподібні.

## Опис
Загальна довжина сягає 14 см. Голова відносно велика, сплощена зверху, у самців більш широка. Останні також мають з боків голови вирости-«бакенбарди» у 2 рядки. Морда звужена, округла на кінці. З її боків присутні подовжені одонтоди (шкіряні зубчики). Очі маленькі. Рот являє собою своєрідну присоску. Тулуб стрункий, вкрито кістковими пластинками. Спинний плавець високий, з сильним нахилом, має 1 жорсткий промінь. Жировий плавець відсутній. Грудні плавці широкі, на їх променях та шипах у самців є одонтоди. Черевні плавці дорівнюють грудним плавцям. Анальний плавець невеличкий. Хвостовий плавець з виїмкою, мають ниткоподібні промені, що тягнуться з країв плавця.
У залежності від кольору ґрунту має колір від сірого до червонуватого.

## Спосіб життя
Мешкає у великих річках, лагунах, лісових струмках з піщаним або кам'янистим дном риба. Нетериторіальна риба. Утворює невеликі косяки. Вдень ховається у невеличких порожнинах. Живиться водяними обростаннями, безхребетними і детритом.

## Розповсюдження
Мешкає у басейні річки Амазонка.